# Большой Ик (приток Сакмары)
Большо́й Ик  (баш. Оло Эйек) — река в Башкортостане и Оренбургской области России. Устье реки находится в 220 км по правому берегу реки Сакмара (бассейн Урала).

## Географические сведения

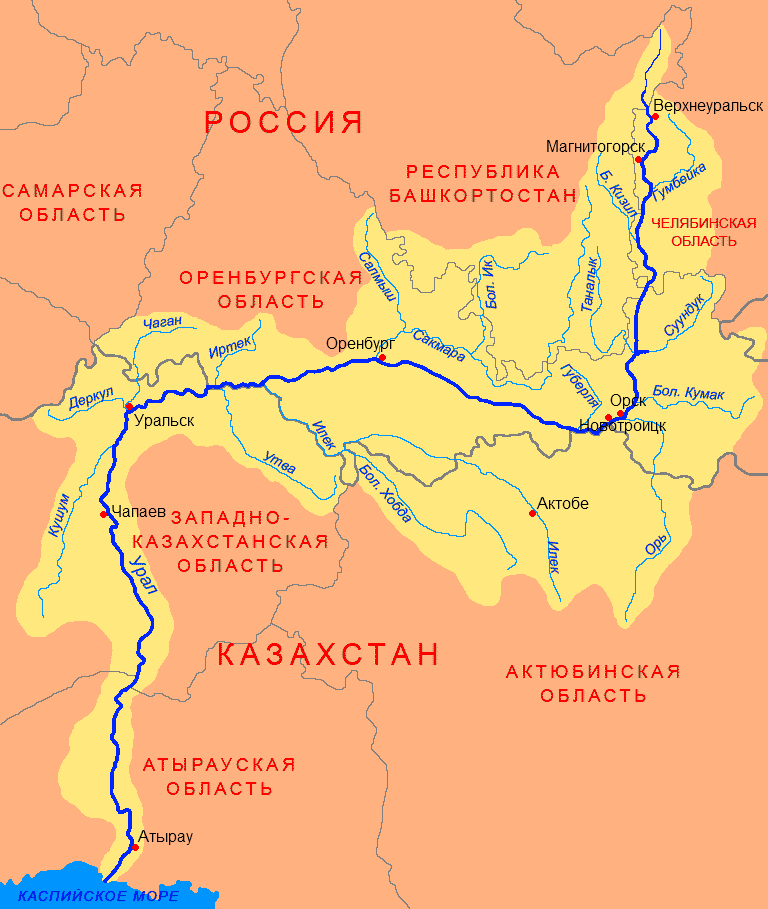
Бассейн Урала

Длина реки — 341 км, площадь бассейна — 7670 км². Склоны долины реки при течении по Зилаирскому плато в основном крутые и скалистые, сильно изрезанные. Высота устья — 133 м над уровнем моря.
Начинается в Зилаирском районе, на Зилаирском плато, в 12 км к юго-востоку от пгт Кананикольское, течёт по Зианчуринскому, Кугарчинскому районам Республики Башкортостан, далее по Саракташскому району Оренбургской области.
Питание реки преимущественно снеговое. Среднемноголетний расход воды в 36 км от устья составляет 56,8 м³/с. Средний расход воды — 61 м³/с.
Главные притоки Большого Ика: река Малый Ик — справа, реки Иняк, Большая Сурень — слева.
В Мурадымовском ущелье организован природный парк, носящий то же название.

## Притоки
(км от устья)
- 14 км: Ассель (лв)
- 38 км: Ускалык (лв)
- 55 км: Дубовка (пр)
- 58 км: Большая Сурень (лв)
- 58 км: Старосейка (пр)
- 70 км: Бурунча (лв)
- 78 км: Ташла (пр)
- 89 км: Ургинка (лв)
- 109 км: Сазово (лв)
- 151 км: Кугарчи (лв)
- 163 км: Иняк (лв)
- 165 км: Кукруй 3-й (лв)
- 171 км: Чебаклы (пр)
- 174 км: Накас (пр)
- 186 км: Верхний Утар (лв)
- 201 км: Майка (лв)
- 210 км: Кусюкла (пр)
- 220 км: Малый Ик (пр)
- 229 км: Тассы (пр)
- 242 км: Увары (пр)
- 252 км: Большая Кушъелга (пр)
- 252 км: Малая Кушъелга (пр)
- 257 км: Ямашла (пр)
- 264 км: Авашла (лв)
- 277 км: Бердяш (лв)
- 298 км: Кувалат (лв)
- 310 км: Финагениха (пр)
- 319 км: Калмычиха (пр)